# Pherecardia maculata
Pherecardia maculata är en ringmaskart som beskrevs av Imajima 2003. Pherecardia maculata ingår i släktet Pherecardia och familjen Amphinomidae. Inga underarter finns listade i Catalogue of Life.